# モルビアン湾

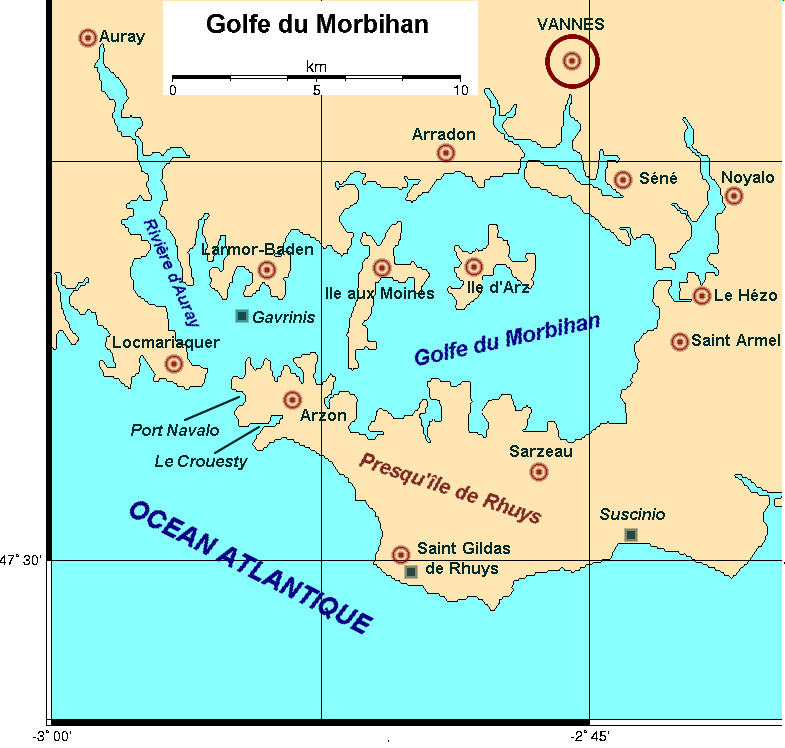
モルビアン湾

モルビアン湾 （モルビアンわん、Golfe du Morbihan、ブルトン語:Mor Bihan Gwened）は、フランス、ブルターニュにある湾。最長で長さ20kmの幅の内海に多くの小島が点在している。湾は115 km2の面積を持ちその美しさで名高い。ブルトン語での名称は「小さな海」を意味するMor bihanである。

## 地理

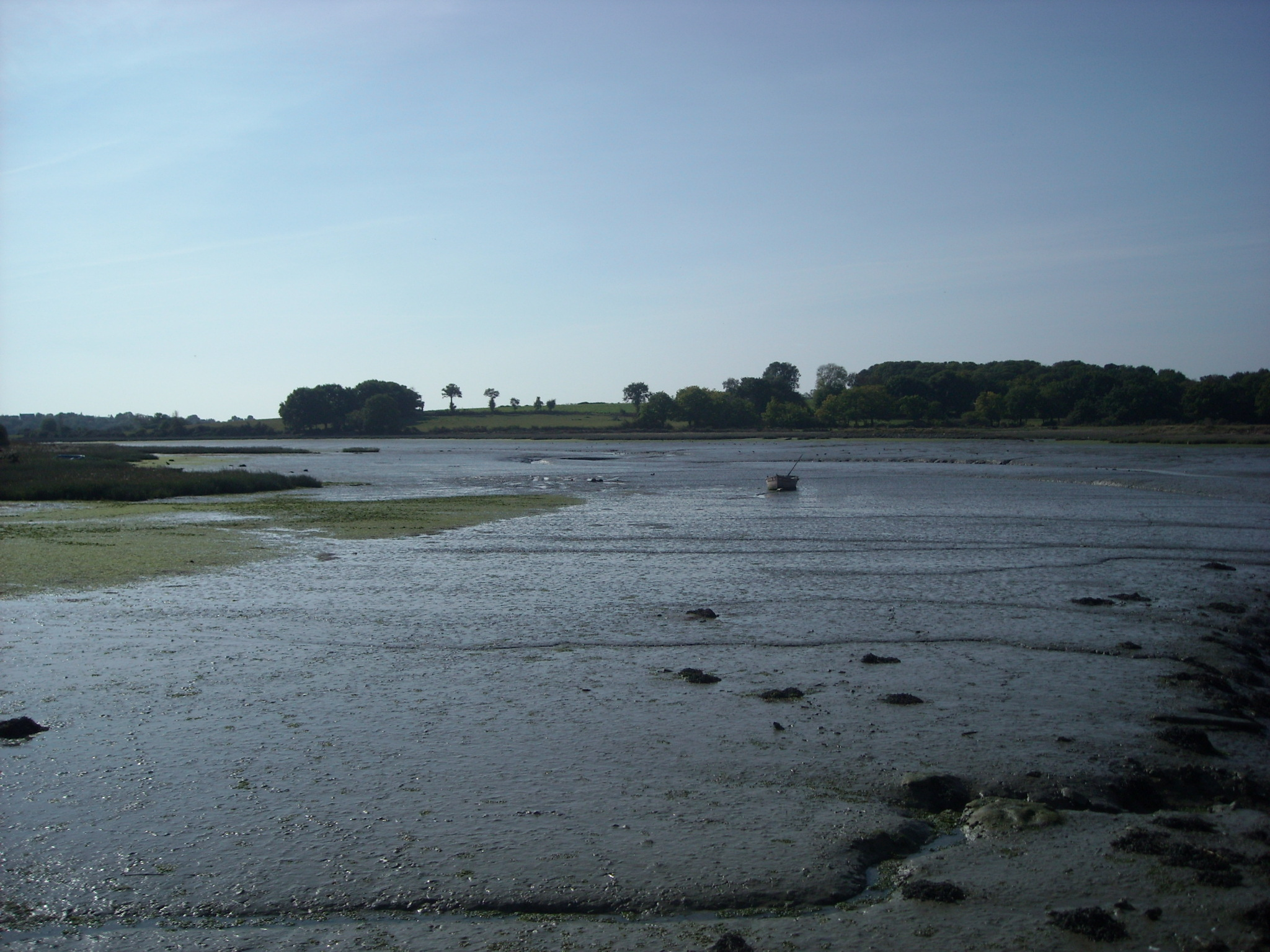
セネに広がる干潟

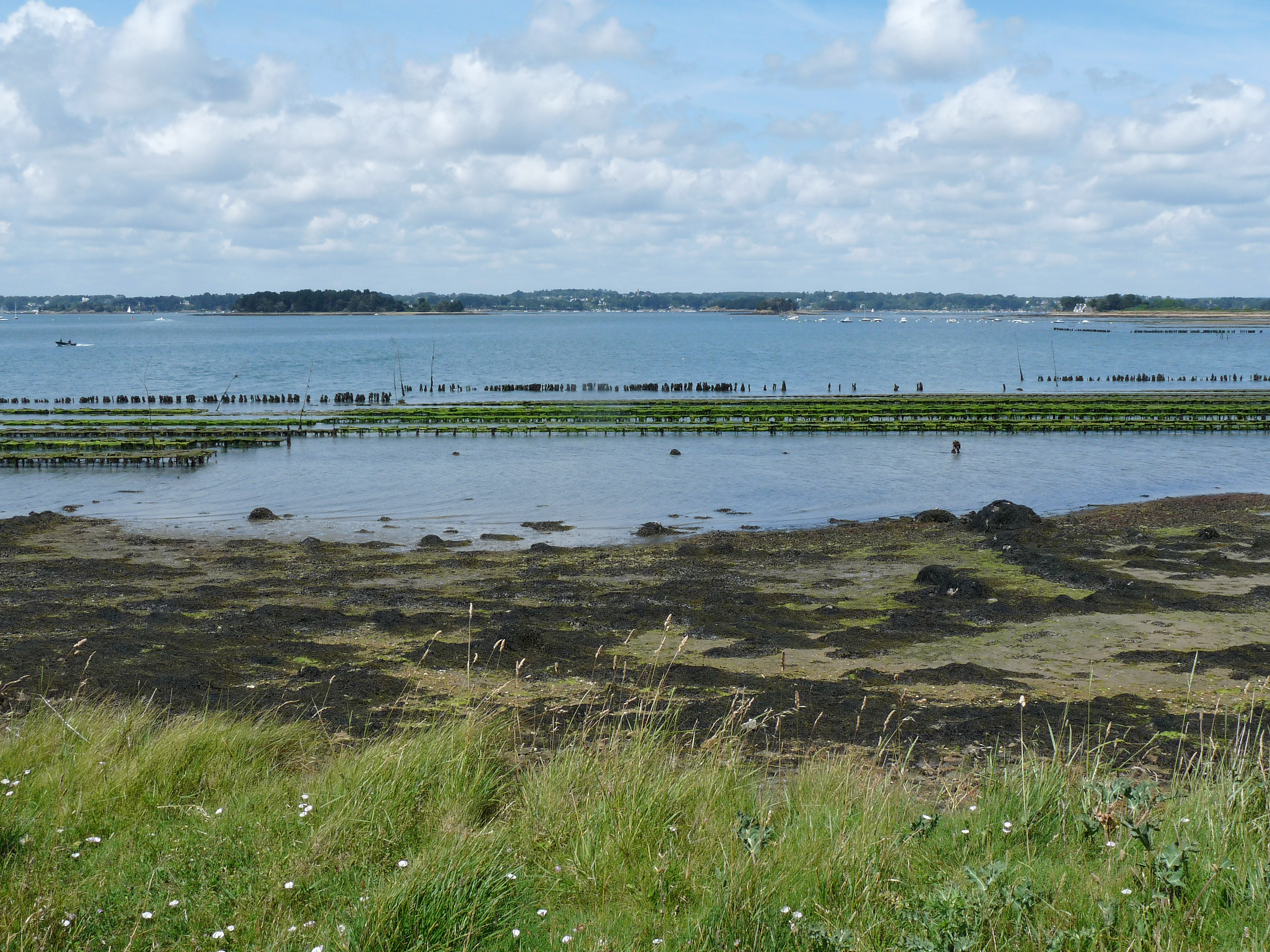
アルズ島沿岸でのカキ養殖の風景

湾の長さは最長20km、幅は最長15kmで、ロクマリアケールとポール＝ナヴァロ（アルゾン）の間にある狭い海峡を通るとキブロン湾に至る。湾の風景は、潮の振り幅が大きいことから大規模で多様な潮間帯が発生するため、変化が大きい。湾を特徴づけているのは、多くの干潟、小川、岬、小島である。
湾には4つの主要河川が注ぐ。オーレー川、ヴァンサン川、ヴァンヌ川、ノワイヤロ川である。湾の面積のおよそ1/3を占めるのは南東部にある干潟で、干潮時に現れる。モルビアン湾の地質学的な起源は第四紀で、氷期のサイクルに伴い、川は後退した海に到達するためさらに深く河口を掘っていた。氷が溶け始めると、底が沈んで湿地が生まれ、海は結局盆地に浸水した。たとえその形状が耐性のある岩石でできた砂嘴のせいであったとしても、この現象はモルビアン湾独自のものではない。溶解期の最後の段階では、モルビアン湾は今日我々が知っているような広いものではなかった。我々は、先史時代に最初の定住が行われた頃から海面が4mから5m上昇していることを考慮しなければならない。
湾内には30から40の小島が浮かぶ。ブルターニュの古いことわざで、『一年の間に多くの日が含まれているように、湾には多くの島がある』（Larcin a rer, é héss quemend a inizi ir Morbihan, ell a zë a zou er blaï）というものがある。湾は、ブロセリアンドの森から追放された妖精の涙でできたと言い伝えられている。妖精たちが王冠を投げた場所が島になったという。2つの島のみが広い面積と定住人口を持つ。モワンヌ島とアルズ島である。この島はコミューンとなっているが、その他の島は個人所有の島か国有の島である。

## 動植物
モルビアン湾内の干潟と湿地は1991年にラムサール条約登録地に指定された。干潟と湿地は多様な生態系の成長を促進してきており、特に海草のアマモの群生は国内で2番目に多い。アマモは土壌を安定化させ、水質汚濁を減らし、酸素を取り込み、植物プランクトンを生む、再生のための天然の避難所である。
湾は鳥類にとって有益であることで知られる。さらにカモメのみならず、国内で最も渡り鳥の豊富な場所の一つであり、冬季間に6万羽から13万羽飛来する。
- コクガン
- カモ - ヒドリガモ、コガモ、マガモ、ツクシガモ、オナガガモ
- 水鳥 - オグロシギ、イソシギ、アオサギ、ヘラサギ、コサギ、アフリカクロトキ

## 経済
モルビアン湾地方の経済は、農業やカキの養殖業、そしてヴァンヌ周辺では工業を中心に発展してきた。今日では観光がますます盛んになってきている。